# Якутська порода
Якутська порода (якут. Саха ынаҕа) — порода великої рогатої худоби, що її розводять на території Республіки Саха. Разом з білою сибірською худобою є останньою місцевою аборигенною худобою Сибіру (всі інші місцеві породи зникли до 1960-х років).

## Історія
Опис якутської худоби трапляється у книзі польського етнографа В. Серошевського «Якути», виданій 1896 року.
З 1920-х років, з впровадженням колгоспів і заведенням в них худоби продуктивніших порід — костромської, холмогорської і сементальської, якутська порода почала зникати. У 1950-х роках залишалося зовсім не багато голів худоби якутської породи, всі — у далеких північних районах.
У 1989 році в СРСР налічувалося 653 голови якутської худоби, вона характеризувалася як така, що зникає. Це становило 0,3 % від всієї великої рогатої худоби тодішньої Якутської АРСР.
Колгоспи, де розводили завезену з інших регіонів худобу, не були рентабельними і після економічних перетворень початку 1990-х років і з розпуском колгоспів, зріс інтерес до утримання худоби якутської породи у домашніх господарствах.

## Опис

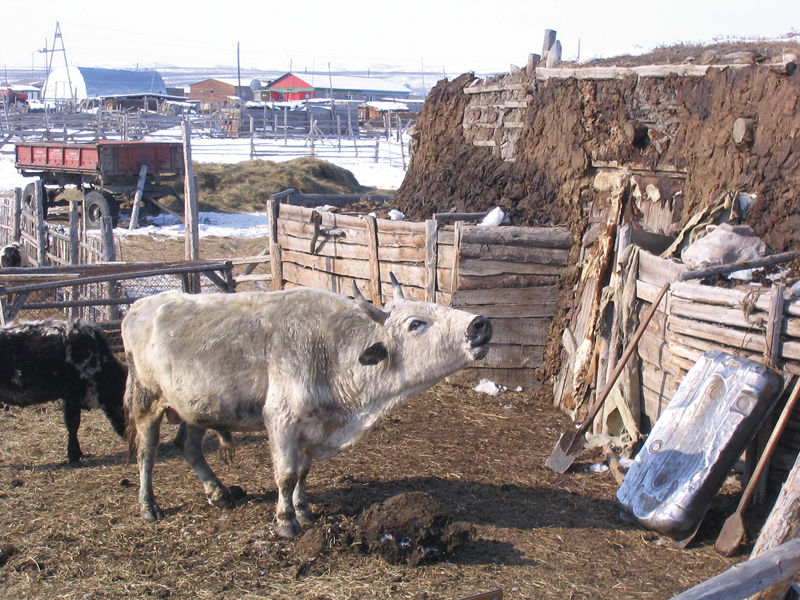
Бик якутської породи.

Масть тварин чорна, червона або чорно-ряба. Тіло вкрите густою шерстю. Тварини низькорослі, зріст бугаїв — 115—127 см, корів — 110—112 см. Вага бугаїв — 500—600 кг, корів — 350—400 кг. Середньорічний надій молока становить 1000 кг, жирністю 5,03 %. Корови 3 місяці на рік випасаються на пасовищах, інші 9 місяців на рік годуються сіном.

## Поширення
Станом на 2016 рік кількість якутської худоби оцінювалася у приблизно 1200 голів. Біля 74 % всієї худоби утримувалося у трьох селах Евено-Бетантайського улусу Республіки Саха РФ, розташованих на 150 км північніше північного полярного кола. Крім того в цей час було одне стадо якутської худоби на державній фермі.

## Виноски
1. 1 2 3 4 5 6 7 8   Yakut. // Valerie Porter, Lawrence Alderson, Stephen J.G. Hall, D. Phillip Sponenberg (2016). Mason's World Encyclopedia of Livestock Breeds and Breeding (sixth edition). Wallingford: CABI. — P. 330. ISBN 9781780647944. (англ.)
2. ↑  N.G. Dmitriev, L.K. Ernst. Animal genetic resources of the USSR [Архівовано 12 жовтня 2012 у Wayback Machine.]. — Food and Agriculture Organization of the United Nations, Rome. — 1989. P. 3, 92 — 93. ISBN 92-5-102582-7 (англ.)